# Дёрдельман, Сильвия
Сильвия Дёрдельман (нем. Sylvia Dördelmann; род. 7 апреля 1970, Вальтроп, Северный Рейн-Вестфалия), в замужестве Феддер (нем. Vedder) — немецкая спортсменка, занимающаяся академической греблей, выступавшая за сборные ФРГ и объединённой Германии в конце 1980-х — начале 1990-х годов. Бронзовая призёрка летних Олимпийских игр в Барселоне, обладательница серебряной медали чемпионата мира, победительница многих регат национального и международного значения.

## Биография
Сильвия Дёрдельман родилась 7 апреля 1970 года в городе Вальтроп, ФРГ. Проходила подготовку в местном одноимённом гребном клубе «Вальтроп».
Впервые заявила о себе в гребле в 1986 году, выиграв золотую медаль в парных четвёрках на чемпионате мира среди юниоров в Рачице. Год спустя на юниорском мировом первенстве в Кёльне показала в той же дисциплине шестой результат. Ещё через год на аналогичных соревнованиях в Милане получила бронзу в программе распашных безрульных двоек.
В 1989 году вошла в основной состав западногерманской национальной сборной и выступила на чемпионате мира в Бледе, где заняла пятое место в рулевых восьмёрках и шестое место в безрульных четвёрках.
Первого серьёзного успеха на взрослом международном уровне добилась в сезоне 1990 года, когда побывала на мировом первенстве в Тасмании и привезла оттуда награду серебряного достоинства, выигранную в зачёте безрульных четвёрок — в финале её обошёл только экипаж из Румынии.
Начиная с 1991 года Дёрдельман представляла сборную объединённой Германии, в частности в этом сезоне выступила на чемпионате мира в Вене, где заняла пятое место в восьмёрках.
Благодаря череде удачных выступлений удостоилась права защищать честь страны на летних Олимпийских играх 1992 года в Барселоне — в составе экипажа, куда также вошли Катрин Хаккер, Кристиане Харцендорф, Керстин Петерсман, Дана Пириц, Аннегрет Штраух, Уте Вагнер, Юдит Цайдлер и рулевая Даниэла Нойнаст, финишировала в программе восьмёрок третьей позади экипажей из Канады и Румынии — тем самым завоевала бронзовую олимпийскую медаль. За это выдающееся достижение 23 июня 1993 года была награждена высшей спортивной наградой Германии «Серебряный лавровый лист».
После барселонской Олимпиады Сильвия Дёрдельман больше не показывала сколько-нибудь значимых результатов на международной арене.